# Ronald Breslow
Ronald Charles David Breslow est né le 14 mars 1931à Rahway et mort le 25 octobre 2017 , était un chimiste américain originaire de Rahway, dans le New Jersey. Il était professeur à l'université Columbia(voir la Liste des personnalités de l'Université Columbia (en)), où il était rattaché au département de chimie et affilié aux départements de sciences biologiques et de pharmacologie ; il avait également été membre du corps professoral du département de génie chimique. Il enseignait à Columbia depuis 1956 et avait été directeur du département de chimie de l'université .

## Vie et carrière
Breslow est né à Rahway, dans le New Jersey, fils de Gladys (Fellows) et d'Alexander E. Breslow . Il s'intéressait à la conception et à la synthèse de nouvelles molécules aux propriétés intéressantes, ainsi qu'à l'étude de ces propriétés. Parmi les exemples, on peut citer le cation cyclopropényle, le système aromatique le plus simple et le premier composé aromatique préparé avec un cycle comportant plus de six électrons. Ses contributions fondamentales, notamment la détermination du site de réactivité correct du diphosphate de thiamine dans les enzymes favorisant la décarboxylation du pyruvate – grâce à son utilisation pionnière de la RMN du proton avec des analogues de petites molécules – et l'augmentation de la vitesse de réaction induite par la liaison aux cyclodextrines, ont suscité des thèmes d'étude majeurs en chimie organique et biologique moderne. Il a également codécouvert l'inhibiteur d'histone désacétylase SAHA ( Vorinostat ), approuvé par la FDA pour le traitement du lymphome cutané à cellules T .
Breslow a obtenu sa licence, sa maîtrise et son doctorat à l'université Harvard, où son directeur de thèse était RB Woodward. Parmi ses anciens doctorants figurent Robert Grubbs, prix Nobel de chimie en 2005, et Doug La Follette (en), secrétaire d'État du Wisconsin. Robert Lefkowitz, prix Nobel de chimie en 2012, a étudié sous la direction de Breslow en licence .
Breslow a reçu de nombreux honneurs et récompenses, notamment la National Medal of Science en 1991 , le Prix Welch en chimie (en), le Arthur C. Cope Award (1987), le NAS Award in Chemical Sciences, le ACS Award in Pure Chemistry de l'American Chemical Society (1966), la Othmer Gold Medal (2006), , la Priestley Medal (1999) et la médaille d'or 2014 de l'American Institute of Chemists (AIC). En reconnaissance de ses compétences pédagogiques, Columbia lui a décerné le Mark Van Doren Award et le Great Teacher Award. Il a été président de l'ACS en 1996 et a présidé la division de chimie de la National Academy of Sciences de 1974 à 1977. En 1997, il a été nommé l'un des 75 meilleurs contributeurs à l'entreprise chimique des 75 dernières années par Chemical & Engineering News. Il a été professeur distingué Myron L. Bender (en) à l'Université Northwestern en 1999. Le prix Ronald Breslow pour ses réalisations en chimie biomimétique, décerné chaque année par l'ACS, est nommé en son honneur.  
Il était membre de l'Académie nationale des sciences, de l'Académie américaine des arts et des sciences, de l'Académie européenne des sciences et de la Société américaine de philosophie. Il est également membre étranger de la Royal Society , et membre honoraire de nombreux autres organismes scientifiques à travers le monde.  
En 2012, son article « Preuves de l'origine probable de l'homochiralité dans les acides aminés, les sucres et les nucléosides sur la Terre prébiotique » a été retiré du Journal of the American Chemical Society en raison de problèmes de droits d'auteur, ce qui a conduit à un débat sur l'autoplagiat et la distinction entre une critique personnelle et un article .

## Synthèse du cation cyclopropényle

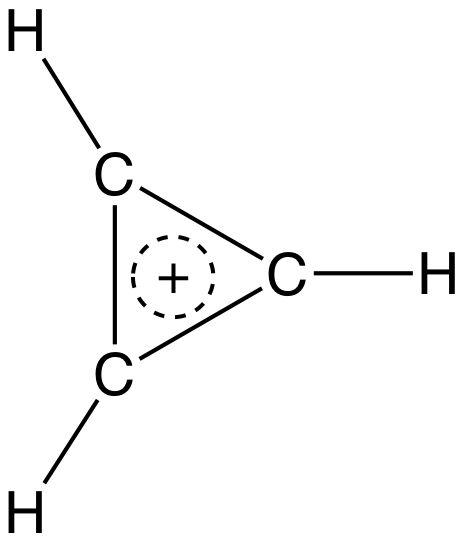
Le cation cyclopropényle,

Ce cation a été préparé en mélangeant du 3-chlorocyclopropène avec du pentachlorure d'antimoine, du trichlorure d'aluminium ou du tétrafluoroborate d'argent. La RMN du carbone 13 montre des singulets avec une constante de couplage JC–H de 265. ± 1 Hz . Les auteurs suggèrent que cette constante de couplage suggère que la liaison C–H est à 53 % de caractère s. La structure de liaison globale se compose alors d'orbitales sp pour tous les hydrogènes, de deux orbitales sp 3 pour chaque liaison sigma et d'une orbitale p pour la structure π.  

## Conjugaison de l'orbitale D
Il a été suggéré que les doubles liaisons carbanion-sulfone ne présenteront pas de caractère aromatique, principalement en raison des nœuds présents dans les orbitales D . Les analogues à chaîne droite ont été choisis en fonction de l'acidité comparable, combinée à des études antérieures indiquant que les effets stériques sont largement négligeables . Les analogues à chaîne droite sont présentés ci-dessous.

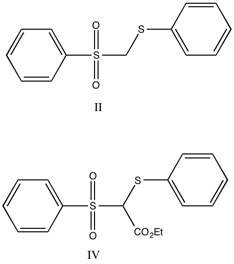
Analogues à chaîne droite pour les études d'aromaticité

Le composé II a été traité avec du diméthoxyéthane / D₂O / triéthylamine et s'est avéré complètement deutéré après récupération. Le composé deutéré a ensuite été traité avec du Butyllithium dans l'éther, le diméthoxyéthane et l'HCl 2N régénérant le produit de départ. L'analogue cyclique (III, illustré ci-dessous) a été deutéré de la même manière, et l'ajout de I deutéré, suivi d'une extinction pour régénérer la forme protonée, a été analysé par RMN. Un pic protonique a été observé, et il s'est avéré équilibré entre les composés II et III, indiquant que les composés avaient une acidité similaire. De ce résultat, les chercheurs ont conclu que le composé III n'était pas aromatique, car l'effet stabilisant de l'aromaticité sur l'anion devrait augmenter l'acidité du composé parent.

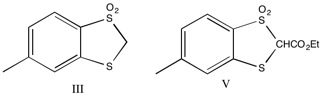
Composés cycliques pour les études d'aromaticité

Les analogues d'esters (IV et V) ont été préparés et se sont révélés suffisamment acides pour être titrés. Les composés ont été titrés sous azote avec de la NaOH 0,2 N à l'aide d'un appareil de mesure Beckman modèle GS équipé d'une électrode E-2. Le pKa du composé IV était de 8,9 ± 0,1, tandis que celui du composé V était de 11,1 ± 0,2.

## Origines de l'homochiralité sur la Terre prébiotique

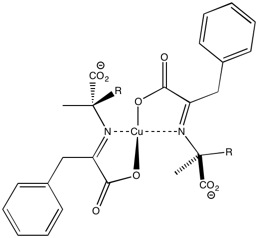
Complexe de cuivre conduisant à la formation d'acides aminés L.

Français Les éléments constitutifs essentiels de la vie (acides aminés et sucres clés - ribose et désoxyribose) peuvent exister sous l'une des deux formes - L ou D . Cependant, la vie a évolué de telle sorte que la grande majorité des acides aminés sont L et les sucres sont D. Si les acides aminés et les sucres présents dans la vie étaient racémiques (constitués à la fois de L et de D), alors les protéines, l'ADN et l'ARN n'adopteraient pas une conformation bien définie, entraînant une perte de fonction. La question de l'apparition de cette préférence a intrigué les scientifiques pendant des années, tandis que plusieurs théories ont été proposées ; il n'y a toujours pas de réponse claire. Il y a de plus en plus de preuves que la préférence chirale est venue de l'espace, car les scientifiques ont découvert des acides aminés α-méthylés à l'intérieur de la météorite de Murchison qui présentent un léger excès énantiomérique (ee) pour la conformation L. On pense que ces acides aminés α-méthylés proviennent de l'espace en raison de leur forte abondance en 13C et en deutérium. De plus, les acides aminés α-méthylés ne sont généralement pas présents dans la chimie terrestre. Une critique courante est que ces acides aminés ne supporteraient pas les températures élevées à leur entrée dans l'atmosphère terrestre lors de la collision de la météorite. Cependant, ces acides aminés ont été retrouvés à l'intérieur de la météorite, laquelle agit comme un isolant. Contrairement aux acides aminés classiques, les acides aminés α-méthylés ne sont pas capables de se racémiser par énolisation à l'échelle de temps évolutive, comme illustré ci-dessous.

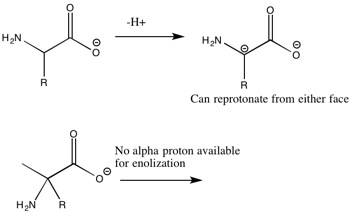
Racémisation des acides aminés à l'échelle de l'évolution. Les acides aminés alpha-méthylés ne peuvent pas se racémiser.

Cependant, il existe un débat considérable sur la façon dont la conformation L des acides aminés α-méthylés a été sélectionnée. La théorie la plus largement acceptée est que la lumière polarisée circulairement à droite dans l'espace a (quelque peu) détruit sélectivement la conformation D . En théorie, les synchrotrons produisent une lumière de sens opposé (droite et gauche) au-dessus et en dessous du plan de circulation. Cela a été démontré dans des expériences sur Terre. La théorie continue alors que les étoiles à neutrons pourraient agir comme des synchrotrons - avec une lumière polarisée à droite pointant dans notre direction de l'univers, et une lumière polarisée à gauche pointant dans la direction opposée. Cependant, d'autres astronomes affirment que la polarisation ne se produit que dans la infrarouge, qui n'a suffisamment d'énergie que pour provoquer des vibrations et des étirements moléculaires - loin d'être capable de détruire des molécules . Un deuxième problème rencontré avec les acides aminés L α-méthylés est de savoir comment générer des acides aminés réguliers énantiomériquement purs à partir du léger excès . Le problème est illustré dans la figure ci-dessous.

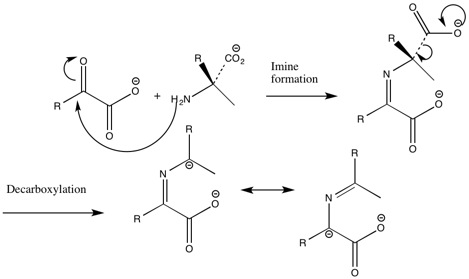
Transamination décarboxylative. Il est à noter que le produit final présenté peut être protoné à partir de l'une ou l'autre face, générant un mélange racémique après hydrolyse de l'imine.

Il est à noter que le produit ci-dessus peut être protoné à partir de l'une ou l'autre face avec la même probabilité. L'acide final est généré par hydrolyse de l'imine.
Il convient de noter que l'acide alpha-céto est censé être formé à partir d'une réaction de type Strecker, illustrée ci-dessous.

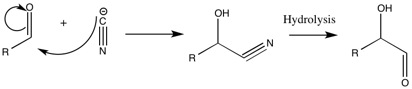
Formation d'acides alpha-céto. On pense que le produit présenté ci-dessus est oxydé en acide alpha-céto final par oxydation par l'oxyde de fer, car l'oxygène n'était pas présent sur la Terre prébiotique.

La figure 5 montre que les acides aminés L-alpha-méthylés n'agissent pas directement comme groupe directeur chiral pour générer l'acide aminé L normal. Les chercheurs espéraient qu'une seconde molécule de l'acide aminé alpha-méthylé pourrait agir comme groupe directeur, mais ils ont constaté que l'énantiomère D était légèrement favorisé en présence uniquement d'acides aminés L-alpha-méthylés. La figure ci-dessous illustre comment l'énantiomère D est favorisé.

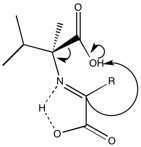
La conformation de l'acide aminé alpha-méthylé favorise la protonation sur la face supérieure de la molécule, conduisant à l'énantiomère D. L'hydrolyse du produit de décarboxylation génère l'acide aminé D.

Lorsque les chercheurs ont ajouté du cuivre à la réaction, le produit obtenu était l'énantiomère L. On a découvert que les météores contenaient à la fois du cuivre et du zinc, justifiant l'utilisation de ce métal par les chercheurs. Cependant, lorsque le zinc était utilisé dans la même réaction, l'énantiomère L ne se formait pas préférentiellement. D'après des calculs informatiques, le cuivre forme un complexe plan carré (illustré ci-dessous) et les stéroïdes facilitent la protonation pour générer l'acide aminé L.
Français Lorsqu'un léger excès énantiomérique est présent, les solubilités du cristal pur et racémique peuvent être manipulées pour générer de grands ee de l'énantiomère pur. Si nous définissons certaines solubilités comme telles : KL= [L] représente la solubilité de l'énantiomère pur KDL= [D][L] représente le produit de solubilité du mélange racémique tel que [D]= KDL/[L] Nous pouvons alors définir le rapport de [L]/[D] = [L]2/KDL Lorsque les deux énantiomères sont présents, une structure cristalline racémique est formée - cependant, elle a une énergie plus faible, un point de fusion plus élevé et est moins soluble que la structure cristalline énantiomériquement pure. Par conséquent, lorsqu'un léger excès d'un énantiomère est présent, l'ee peut être amplifié par évaporation du solvant, provoquant la précipitation du racémique. Les chercheurs ont pu commencer avec un ee de 1 % L et finalement aboutir à une solution 95:5 de L:D. Les résultats discutés ci-dessus (en particulier l'argument du synchrotron) ont conduit Breslow à proposer que les acides aminés D et les sucres L pourraient générer la vie dans d'autres parties de l'univers .